# Brahmina parvula
Brahmina parvula är en skalbaggsart som beskrevs av Moser 1915. Brahmina parvula ingår i släktet Brahmina och familjen Melolonthidae. Inga underarter finns listade.